# Flée (Côte-d'Or)
Flée is een plaats en voormalige gemeente in het Franse departement Côte-d'Or (regio Bourgogne-Franche-Comté) en telt 136 inwoners (1999). De plaats maakt deel uit van het arrondissement Montbard. Flée is op 1 januari 2019 gefuseerd met de gemeente Bierre-lès-Semur tot de gemeente Le Val-Larrey. 

## Geografie
De oppervlakte van Flée bedraagt 11,3 km², de bevolkingsdichtheid is 12,0 inwoners per km².
De onderstaande kaart toont de ligging van Flée (Côte-d'Or) met de belangrijkste infrastructuur en aangrenzende gemeenten.

## Demografie
Onderstaande figuur toont het verloop van het inwonertal (bron: INSEE-tellingen).